# 1080° Avalanche
1080° Avalanche  est un jeu vidéo de course de snowboard sorti en 2003 sur GameCube. Le jeu est développé par NST et édité  par Nintendo. Il s'agit de la suite de 1080° Snowboarding sorti sur Nintendo 64.

## Système de jeu
1080° Avalanche est un jeu de course dans lequel le joueur incarne un personnage qui fait du snowboard. Le jeu propose différents modes de jeu jouables seul ou à plusieurs. Dans le mode Match Race, le joueur doit atteindre la ligne d'arrivée qui se trouve à la fin de la piste avant son adversaire. Le mode Contre la montre, quant à lui, donne pour objectif d'atteindre la ligne d'arrivée le plus rapidement possible. Il y est possible de récupérer des pièces avec lesquelles le joueur pourra débloquer de nouvelles planches. Dans le mode Slalom géant, le joueur doit dévaler une pente tout en passant sous toutes les portes situées à divers endroits sur la piste. Enfin, dans les modes Trick Attack, Half-pipe et Terrain-park, le joueur est amené à effectuer des acrobaties.

### Mode multijoueur
Ce jeu permet de jouer à 4 joueurs en écran partagé, mais il est aussi un des rares jeux de la GameCube à intégrer un mode LAN (jouable à 4). Il faut cependant que chaque console possède son adaptateur haut-débit.

### Personnages
- Ricky Winterborn (Frosty Winterball)
- Akari Hayami (Crystal Hayami)
- Kemen Vazquez (Titanium Vasquez)
- Tara Hunter (Mimi Le Moose)
- Rob Haywood (Bones Haywood)